# Banne maj
Banne maj är en låt som framfördes under deltävling 5 av Melodifestivalen 2024, som var i Karlstad den 2 mars 2024. Låten skrevs av Anderz Wrethov, Elin Wrethov, Jonny Werner och Robin Werner. Låten var den fjärde låten i deltävlingen och sjöngs av Elecktra (Robin Werner).
Elecktra är en svensk drag queen som bor i Skåne.